# 滝裕太
滝 裕太（たき ゆうた、1999年8月29日 - ）は、静岡県三島市出身のプロサッカー選手。Jリーグ・松本山雅FC所属。ポジションはミッドフィールダー。

## 来歴
静岡県出身でジュニアユースから清水エスパルスに所属。高校2年時の日本クラブユースサッカー選手権 (U-18)大会では決勝戦でFC東京U-18に負けるも自身は5得点をあげて得点王に輝いた。3年になるとトップチームに2種登録されてルヴァンカップに出場した。そして2017年9月、トップチームに昇格することが発表された。
2018年より清水エスパルスのトップチームに昇格した。3月7日、ルヴァンカップのジュビロ磐田戦で途中交代からプロデビューを果たした。
2019年3月2日、第2節のガンバ大阪戦で途中出場からリーグ戦デビューを果たすと初得点を決めた。3月13日、ルヴァンカップ第2節のジュビロ磐田戦では決勝点を決めてダービー戦の勝利に貢献した。
2020年8月24日、カターレ富山へ育成型期限付き移籍。
2021年、清水へ復帰した。
2022年12月30日、松本山雅FCへ育成型期限付き移籍することが発表された。
2023年8月7日、松本山雅FCの選手をファン・サポーターの投票で決定するエプソン 松本山雅FC 月間MVP」7月度受賞選手に選出された。
2023年12月20日、松本山雅FCへの完全移籍が発表された。

## 所属クラブ
- 三島長伏サッカースポーツ少年団
- FCアスルクラロ沼津
- 清水エスパルスジュニアユース
- 清水エスパルスユース
  - 2017年  清水エスパルス（2種登録選手）
- 2018年 - 2023年  清水エスパルス
  - 2020年8月 - 同年12月  カターレ富山（育成型期限付き移籍）
  - 2023年  松本山雅FC（育成型期限付き移籍）
- 2024年 -  松本山雅FC

## 個人成績
| 国内大会個人成績 | 国内大会個人成績 | 国内大会個人成績 | 国内大会個人成績 | 国内大会個人成績 | 国内大会個人成績 | 国内大会個人成績 | 国内大会個人成績 | 国内大会個人成績 | 国内大会個人成績 | 国内大会個人成績 | 国内大会個人成績 |
| 年度             | クラブ           | 背番号           | リーグ           | リーグ戦         | リーグ戦         | リーグ杯         | リーグ杯         | オープン杯       | オープン杯       | 期間通算         | 期間通算         |
| 年度             | クラブ           | 背番号           | リーグ           | 出場             | 得点             | 出場             | 得点             | 出場             | 得点             | 出場             | 得点             |
| 日本             | 日本             | 日本             | 日本             | リーグ戦         | リーグ戦         | リーグ杯         | リーグ杯         | 天皇杯           | 天皇杯           | 期間通算         | 期間通算         |
| ---------------- | ---------------- | ---------------- | ---------------- | ---------------- | ---------------- | ---------------- | ---------------- | ---------------- | ---------------- | ---------------- | ---------------- |
| 2017             | 清水             | 50               | J1               | 0                | 0                | 2                | 0                | 0                | 0                | 2                | 0                |
| 2018             | 清水             | 34               | J1               | 0                | 0                | 4                | 0                | 0                | 0                | 4                | 0                |
| 2019             | 清水             | 34               | J1               | 12               | 2                | 5                | 2                | 2                | 0                | 19               | 2                |
| 2020             | 清水             | 26               | J1               | 0                | 0                | 2                | 0                | -                | -                | 2                | 0                |
| 2020             | 富山             | 24               | J3               | 13               | 0                | -                | -                | -                | -                | 13               | 0                |
| 2021             | 清水             | 26               | J1               | 12               | 1                | 3                | 0                | 2                | 1                | 17               | 2                |
| 2022             | 清水             | 26               | J1               | 9                | 0                | 4                | 1                | 2                | 0                | 15               | 1                |
| 2023             | 松本             | 23               | J3               | 32               | 3                | -                | -                | -                | -                | 32               | 3                |
| 2024             | 松本             | 23               | J3               | 20               | 0                | 2                | 0                | -                | -                | 22               | 0                |
| 2025             | 松本             | 23               | J3               |                  |                  |                  |                  |                  |                  |                  |                  |
| 通算             | 日本             | 日本             | J1               | 33               | 3                | 20               | 3                | 6                | 1                | 59               | 7                |
| 通算             | 日本             | 日本             | J3               | 65               | 3                | 2                | 0                | -                | -                | 67               | 3                |
| 総通算           | 総通算           | 総通算           | 総通算           | 98               | 6                | 22               | 3                | 6                | 1                | 126              | 10               |

- 2017年は2種登録選手

出場歴
- Jリーグ初出場・初得点 - 2019年3月2日 J1第2節 ガンバ大阪戦 (IAIスタジアム日本平)

## タイトル

### 個人
- 日本クラブユースサッカー選手権 (U-18)大会・得点王（2016年）

## 代表歴
- U-19日本代表
  - ロシア遠征（2018年）
  - メキシコ遠征（2018年）
  - AFC U-19選手権（2018年）
- U-20日本代表
  - 欧州遠征（2019年）
  - FIFA U-20ワールドカップ（2019年、怪我で辞退）